# Eilema lilacina
Eilema lilacina är en fjärilsart som beskrevs av Moore 1878. Eilema lilacina ingår i släktet Eilema och familjen björnspinnare. Inga underarter finns listade i Catalogue of Life.